# اقتصاد جديد

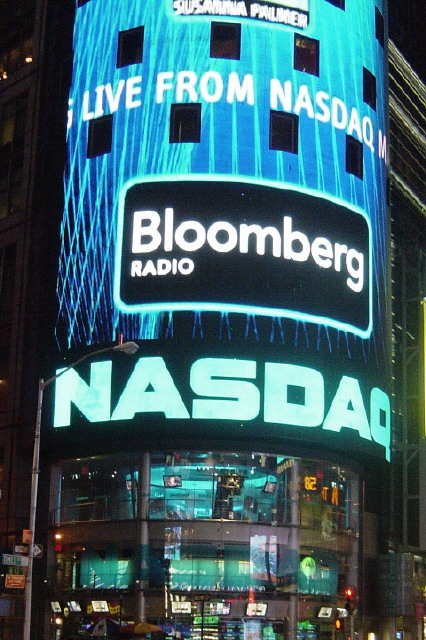

الاقتصاد الجديد مصطلح ظهر لأول مرة في الخمسينيات عندما بدأ الباحثون يلاحظون التطوّر التصاعدي لقطاعات جديدة في الدول المتقدمة صناعياً على حساب قطاعي الزراعة والصناعة. هذه القطاعات الجديدة وصفت حينها بالنواة لاقتصاد جديد أو كما أطلق عليها في ذلك الوقت بمصطلح «مرحلة ما بعد الصناعة» post-industrielle
الدراسات الأولية وصفت هذه القطاعات "بالخدمات". ماشلوب (1962) Machlup كان أول من حاول دراسة هذه الحالة ووصفها بالاقتصاد المبني على المعرفة Industrie basé sur le savoir في العام 1977 "مارك يوري بورات Marc Uri Porat أصدر محاولة من تسعة أجزاء تحتوي على دراسات معمّقة لقياس وتخمين حجم هذا الاقتصاد الجديد ووصف عبر أبحاثه تلك تلك الحالة "باقتصاد المعلومات" Economie de l’information
من المحاولات الحديثة أيضاً لقياس حجم وأهمية هذا الاقتصاد هناك الدراسة التي قام بها «أبت ونات» (2004) Apte et Nath تدل هذه الدراسة على أن نسبة هذا القطاع الجديد كانت تشكل 46% من المنتوج المحلي الأميركي العام PNB في سنة 1967 وارتفعت النسبة لتصل إلى 63% في العام 1997 دائماً في الولايات المتحدة الأميركية.
بالرغم من كثرة الاختلافات في وجهات النظر بين الباحثين حول تسمية هذا القطاع، تبدو تسميته «بالجديد» الأكثر موضوعية لأنها على الأقل تحتوي في نفس الوقت على باقي التسميات (المعلومات، المعرفة، ما بعد الصناعة...)

## خصائص هذا الاقتصاد الجديد
- حجم المنتوجات المادية الملموسة (صناعة، زراعة...) ينخفض مقابل الخدمات على كل أشكالها (التأمين، التعليم، الدراسات، الأبحاث، المعلومات...)
- تطوّر هذا القطاع مبني على المعلومات، المعرفة والابتكار capital-savoir
- مع العولمة يفتح هذا القطاع فرص ومجالات كثيرة أمام الجميع لأنه ليس هناك حاجة لثروات طبيعة كما في الاقتصاد الكلاسيكي
- الفوضى والسرعة التي تفرضها المنافسة في هذا القطاع تشكل عائقاً كبيراً في استمرارية التطور.

## أشكال الاقتصاد الجديد
إحدى أهم مظاهر الاقتصاد الجديد هي تكنولوجيا المعلومات والاتصالات في الولايات المتحدة الأمريكية ارتفع حجم استعمال تكنولوجيا المعلومات والاتصالات من 2,3% عام 1980 إلى 4,9% عام 1999. في فرنسا بلغت نسبة المشتريات على الشبكة الإلكترونية في العام 2005 5,3% من مجموع كل المشتريات في كافة القطعات مجتمعة. ونسبة المبيعات 3,9%.

## التغيّرات الناتجة عن وعبر الاقتصاد الجديد
- ارتفاع المنتوج الداخلي العام لكل مواطن (بنسبة تفوق الأربعة بالمئة 4% سنوياً منذ سنة 1996) وانخفاض ملحوظ في أسعار المنتوجات التكنولوجية خاصة في الدولة المتقدمة.
- تغيّرات على صعيد سوق العمل حيث انخفضت نسبة البطالة في الولايات المتحدة الأميركية من 7,5% سنة 1992 إلى 4,5% سنة 1999. هذا الانخفاض في البطالة كان ناتجاً عن فرص عمل جديدة في هذا القطاع الخدماتي.
- ازدياد الفرق في مدخول الفرد بين الدول المتقدمة والدول النامية من جهة، واتساع الفرق أيضاً في مدخول الفرد بنفس الدولة (بين الفقير والغني).

## حدود الاقتصاد الجديد
تثبت المؤشرات أن الإفادة من هذا القطاع تعود غالباً إلى الدول المتقدمة على حساب الدول النامية، وبعكس ما ادعته وتدعيه العولمة إن حظوظ الدول بالاستفادة من هذا القطاع ليست متساوية، ففي الوقت التي تبحث فيه الدول المتقدمة على خلق منتوجات خدمات وأسواق عبر هذا القطاع، الدول النامية ما زالت بحاجة أكثر للتنمية الكلاسيكية من المنتوجات الزراعية والصناعية التقليدية. بالتالي وجود كل الدول - مع كل الفروقات الاقتصادية بينها في نفس الوقت - الآن - مع هذا الاقتصاد الجديد يشكل عائقاً كبيراً أمام موضوعية استبدال الاقتصاد الجديد للاقتصاد التقليدي وطرحه كبديل على ساحة الاقتصاد العالمي.